# Batalla de Coatepeque
Batalla de Coatepeque fue un conflicto bélico que se dio entre Guatemala y El Salvador en el año de 1863.

## Historia
En 1862, el caudillo guatemalteco Rafael Carrera, en estado de ebriedad, revela a sus subalternos el plan para invadir territorio salvadoreño y derrocar al gobernante salvadoreño Gerardo Barrios. Al año siguiente, 1863, Carrera invadió el país con un gran ejército, capturando y devastando las poblaciones de Ahuachapán, Chalchuapa y Santa Ana. El 13 de febrero de 1863, establece Barrios su cuartel general en la villa de Jesús de los Milagros de Coatepeque después de ver que esta sería el próximo objetivo de Carrera.

## Composición de los Ejércitos
El ejército salvadoreño estaba compuesto por 4,000 efectivos de los cuales la mayoría eran de infantería aunque había un cuerpo de artillería y al menos un cuerpo de caballería. El grueso de la tropa estaba colocada en el cerro San Pedro Malakoff, mientras que el resto estaban divididas entre el cerro El Congo y el pueblo de Coatepeque donde le esperaría a Carrera el mismo Gerardo Barrios con su guardia de honor, también se fortificaría la calle que llevaba a Santa Ana con barricadas y empalizadas de madera. Los comandantes del ejército salvadoreño eran: Gerardo Barrios como comandante general, José Trinidad Cabañas como comandante del estado mayor, Tomás Santander como el jefe de la guardia de honor de Barrios, Domingo María Jehl como vicario general, Horacio Parker como comandante de la brigada de artillería, los franceses Alexandre Biscouby y Bassel como jefes de la artillería en el pueblo y los cerros (aunque le respondían Parker), Santiago González como comandante de la 1.a división, Rafael Osorio como comandante de la 2.a división, Eusebio Bracamonte como comandante de la 3.a división, Mariano Hernández como comandante de la 4.a división y Pedro Escalón como comandante de la 5.a división. También se construyó una trinchera con posiciones defensivas en una loma del volcán de Santa Ana, su defensa fue encomendada al coronel Manuel Estévez junto a una tropa de 150 hombres, esta posición estaba bastante removida de las defensas principales y su posicionamiento era crítico ya que si se capturaba los atacantes podrían flanquear a los defensores y llegar al pueblo por sus espaldas.
El ejército guatemalteco era mucho más numeroso contando con 6,500 efectivos (cada división contaba con alrededor de 2,000 hombres) también en su mayoría infantería; su infantería estaba compuesta casi completamente (si no completamente) por soldados profesionales a contrasto con la de los salvadoreños de la de cuál una buena parte pertenecía a las formaciones milicianas formalizadas por Barrios hacía unos años. Los atacantes también iban mejor equipados, con abundantes cañones de raya y mejores fusiles. El ejército invasor iba organizado con Carrera como comandante general, el coronel Francés Paul Brun como comandante de la artillería, José Víctor Zavala como comandante de la 1.a división, Vicente Cerna Sandoval como comandante de la 2.a división y Serapio Cruz como comandante de la 3.a división.

## La Batalla
A las diez de la mañana del 22 de febrero empezaron las escaramuzas entre las patrullas de reconocimiento de los dos ejércitos, aunque estas acciones fueron escasas y hubo pocos muertos, significaron el comienzo de la batalla.
En el 23 de febrero hubo varios ataques a las posiciones salvadoreñas en el cerro Malakoff, las cuales fueron repelidas una y otra vez; entonces Carrera dio la orden de que cesen estos asaltos y los guatemaltecos se dedicaron a bombardear las posiciones defensoras. Por la noche las tropas atacantes lograron rodear el cerro Malakoff y tomaron a los salvadoreños por sorpresa, pero este ataque también fue repelido, aunque con más dificultad que con los otros.
El 24 de febrero los guatemaltecos atacaron con su ejército entero a los cerros y a Coatepeque, desatando un vicioso y sangriento combate que dejó varios muertos en ambos bandos y a las nueve de la mañana una gruesa columna atacante cayó sobre la trinchera de Estévez que tras un tenaz combate se vio forzado a batir la retirada, pero para robarle la satisfacción de haber tomado su trinchera a los chapines quemó el monte; incinerando no solo su posición sino también a los muertos y heridos del combate que fueron dejados ahí, aunque el fuego mandó huyendo a las tropas invasoras por un poco tiempo, los guatemaltecos recuperaron rápidamente y atacaron el pueblo después de que el fuego se disipara, este asalto falló rotundamente con que el mismo Barrios venciéndolos con su guardia de honor. Después de estas acciones que dejaron cientos de muertos,  Carrera decidió ocupar su artillería a su máxima capacidad, abriendo fuego hacia Coatepeque y el cerro Malakoff desde una loma a 700 metros de altura, los cañones no le hicieron daño a los salvadoreños pero resultaron en barracas de hojas de caña quemándose y también hicieron reventar una pipa llena de agua.
Alrededor de la una de la tarde los guatemaltecos intentaron un último y desesperado ataque para desalojar a los salvadoreños, pero una compañía compuesta de santanecos bajo el mando de Estanislao Pérez los derrotó. En una movida inesperada el general Santiago González y su división salieron de sus posiciones y atacaron a los agresores de frente, logrando empujarlos hacia atrás un poco antes de ser rodeado, pero sus tropas se abren paso a punta de bayoneta y regresan a sus posiciones; mientras esto pasa el general Eusebio Bracamonte ataca a la retaguardia de su enemigo, causando pánico en todo el ejército de Carrera quienes empezaron a huir. Carrera, viendo a sus fuerzas disiparse y correr se da por vencido y admite la derrota alrededor de las cinco de la tarde del 24 de febrero; viendo esto González persigue a los guatemaltecos con una tropa de caballería hasta Jutiapa, ya en Guatemala.

## Después de la batalla
Después de la sangrienta batalla se contaron desde de 900 a más de 1,000 cadáveres del lado Guatemalteco (sin contar a los quemados por la retirada de Estévez), así como más de 1,500 heridos y aunque no se sabe el número de los que fueron capturados si se sabe que fueron bastantes; increíblemente a los prisioneros se les dio ropa, un peso de plata y se les dejó ir y los heridos fueron curados en los hospitales de Santa Ana y una vez recuperados también se les dejó ir. Los salvadoreños lograron capturar nueve cañones guatemaltecos; incluyendo una hermosa pieza de bronce, más de dos mil fusiles, amplias municiones y varias clases de otros tipos de equipos entre ellas grandes cantidades de pólvora y municiones. Entre las filas salvadoreñas se hallaron 50 muertos y más de 200 heridos gravemente, se desconoce de los heridos en mejor estado. Para ambos lados el número de muertos y su estado era horrible, el mismo general González dijo en su informe oficial: "Causaba verdadero horror el campo de Coatepeque a la vista no sólo el número de muertos, sino también por el estado de ellos; por todos lados se encontraban miembros humanos, ya una cabeza, ya un brazo, una pierna, ya en fin un hombre dividido en dos partes".
Se le atribuye a Gerardo Barrios la mínimas bajas de los defensores gracias a sus fortificaciones muy bien construidas y hechas. Carrera fue obligado a retirarse y abandonar las ciudades de Santa Ana, Chalchuapa y Ahuachapán así como los demás poblados que había ocupado; aunque pronto invadiría  El Salvador otra vez, con más fuerza en el mes de junio, esta vez derrocando a Barrios.